# 筆自慢
筆自慢（ふでじまん）とは、アールアンドアイリサーチが販売していたはがき作成ソフトウェアである。
1991年に最初のバージョンをメッツが発売した。ピーク時は筆まめに次ぐ業界2位のシェアを誇っていたが、1999年、店頭販売を終了し、2000年からは自社によるネット販売のみに移行した。当初は購入受付後パッケージの発送をしていたが、子会社アイミディアを設立し2001年にはダウンロード販売も開始。
しかしユーザには受け入れられずシェアは低迷し続け、2004年4月2日にソフトウェア事業を廃止し、同年5月11日にアールアンドアイリサーチに一切の権利が譲渡された。
その後はアールアンドアイリサーチが開発、販売、サポートを続けたが、2008年6月30日に販売を終了した。

## バージョン履歴
- 筆自慢 - 1991年10月発売。MS-DOSに対応。
- 筆自慢 第二巻 - NEC PC-9800シリーズ MS-DOS3.1/3.3/5.0対応
- 筆自慢 Ver.3 - PC-9800シリーズ対応。
- 筆自慢WIN Ver1.0 - Windows 3.1対応。フロッピーディスク4枚組。3.5インチ版と5インチ版がある。
- 筆自慢WIN Ver1.0 特別版 - 1995年発売。Windows 3.1対応。CD-ROMになる。
- 筆自慢WIN Ver2.0 - 1995年発売。Windows 3.1対応[5]。
- 筆自慢8 - 1996年発売[6]。Windows 95/NT 3.51対応[7]。MS-DOS版から数えて通算8代目となる[8]。
- 筆自慢9 - Windows NT 4.0対応版として開発されたが発売されなかった幻のバージョン[9]。
- 筆自慢10 SUITE PACK - 1997年6月1日発売[10]。
- 筆自慢11 - 1997年10月4日発売[11]。前バージョンからわずか4か月ということもあり、筆自慢10 SUITE PACKユーザには無償提供された[12]。
- 筆自慢12 - 1998年9月19日発売[13]。
- 筆自慢14
  - 筆自慢14 - 1999年10月1日発売[14][15]。
  - 筆自慢14EX - 1999年10月1日発売[14][15]。電話番号辞書を搭載。
- 筆自慢2001
  - 筆自慢2001(パッケージ版) - 2000年10月6日発売[16]。このバージョンから店頭での販売をせず、同社Webサイトや電話・FAXによるダイレクト販売のみ。
  - 筆自慢FREE2001 - 無料版。2000年10月6日より提供開始[17]。希望者にはCD-ROMを無料配送した。
  - 筆自慢2001 simple(ダウンロード版) - 2001年8月1日発売[18]。子会社であるアイミディアが機能を限定したダウンロード版を販売。
- 筆自慢2002 
  - 筆自慢2002(パッケージ版) -
  - 筆自慢2002simple(ダウンロード版) - 2001年10月2日発売[19][20]。
  - 筆自慢2002暑中見舞い版 -
- 筆自慢2003
  - 筆自慢2003(パッケージ版) - 2002年11月7日発売[21][22]。セブンドリーム・ドットコムのみで販売された。
  - 筆自慢2003EX(パッケージ版) - 2002年10月11日発売[23]。ライセンス契約を結んだユーリード名義にて店頭販売が行われた。
  - 筆自慢2003simple(ダウンロード版) - 2002年10月30日発売。
  - 筆自慢2003暑中見舞いキャンペーン版(パッケージ版) - 2003年5月8日発売[24][25]。暑中見舞い用のテンプレート集を追加。セブンドリーム・ドットコムのみで販売された。
  - 筆自慢2003simple暑中見舞いキャンペーン版(ダウンロード版) - 2003年5月8日発売[24][25]。暑中見舞い用のテンプレート集を追加。
- 筆自慢2004
  - 筆自慢2004(パッケージ版) - 2003年10月発売[26]。セブンドリーム・ドットコムのみで販売された。
  - 筆自慢2004simple(ダウンロード版) - 2003年11月25日発売。
- 筆自慢2005
  - 筆自慢2005simple(ダウンロード版) - 2004年10月1日発売[27]。このバージョンから有限会社アールアンドアイリサーチによる。
- 筆自慢2006
  - 筆自慢2006simple(ダウンロード版) - 2005年10月28日発売[28]。
- 筆自慢2007
  - 筆自慢2007simple(ダウンロード版) - 2006年11月1日発売[29]。
- 筆自慢2008
  - 筆自慢2008simple(ダウンロード版) - 2007年9月26日発売[30]。2008年6月30日をもって販売を停止[31]。
- 2009年向け更新
  - ソフトウェア本体の販売は終了したが、株式会社MDIより筆自慢2003以降で使用できる「はがきコンテンツ集」[32][33]「電話番号辞書」[34]などが販売された。